# 昆图拉斯橄榄树林战役
昆图拉斯橄榄树林战役发生于1205年夏天，战场位于今伯罗奔尼撒半岛麦西尼亚州境内，作战的双方分别是第四次十字军中的法兰克人部队与当地的希腊人、斯拉夫人，战斗以法兰克人获胜告终。
1204年，拜占庭帝国的首都君士坦丁堡被第四次十字军攻陷，之后，拉丁帝国在原拜占庭领土上建立，一些十字军领袖在希腊地区还按西欧封建形式建立了一些小国，并进攻当地的希腊势力。十字军中的两个法国贵族纪尧姆·德尚普利特与戈弗雷·德维尔阿杜因率领500-700名十字军骑士与步兵进入摩里亚（即伯罗奔尼撒半岛），打算将其占为己有。在麦西尼亚地区一片名叫昆图拉斯（希腊语：Κούντουρας，Kountouras）的橄榄树林中，他们与4千-5千名当地希腊人及斯拉夫人组成的部队相遇。这支部队的领袖名叫米海尔，有学者认为他就是伊庇鲁斯专制国的创立者米海尔·科穆宁·杜卡斯。尽管十字军人数居劣势，他们还是击败了敌人，此战的胜利为这两个法国贵族开创亚该亚亲王国奠定了基础。

## 背景
西欧的第四次十字军于1204年4月12日攻占拜占庭帝国首都君士坦丁堡，但在之后的瓜分协定中，十字军首领蒙菲拉特的博尼法乔没能获得君士坦丁堡的皇位，随后他前往希腊，开创了塞萨洛尼基王国。这年秋天，博尼法乔向南进军，打败了割据希腊南部的利奥·斯古罗斯，迫使其部队退入伯罗奔尼撒东北部的纳夫普利翁和科林斯卫城两个堡垒，十字军很快就包围了这两个据点。就在围攻纳夫普利翁时，十字军的另一个成员戈弗雷·德维尔阿杜因前来求见博尼法乔，试图说服后者发兵进攻摩里亚（伯罗奔尼撒）的其他地区。
戈弗雷本来身在圣地，但他也渴望在瓜分拜占庭帝国的过程中分一杯羹，于是他坐船前往君士坦丁堡，然而途中被风吹得偏离航线，在伯罗奔尼撒西南部的莫顿（今迈索尼）上陆。在那里，戈弗雷曾帮助一位当地豪强对付其敌人，在此过程中，他意识到这里防守薄弱，易被夺取，很快这位豪强去世，他的儿子终止了与戈弗雷的联盟。博尼法乔围攻纳夫普利翁的消息传到了戈弗雷耳中，于是他决定北上寻求其帮助。博尼法乔很欣赏戈弗雷，希望将他招入麾下，但戈弗雷在博尼法乔的营地中见到了老友、法国香槟老乡纪尧姆·德尚普利特，以摩里亚的富裕诱其加入征服摩里亚的计划，并承诺事成之后让纪尧姆做领主，成功说服了他，博尼法乔最后也予以同意；于是戈弗雷与纪尧姆二人率一百骑兵与若干步兵，前往征服摩里亚。 
摩里亚（伯罗奔尼撒）西北部的帕特雷与安兹拉维扎二城在十字军面前不战而降，随后，半岛中部斯科尔塔与梅萨雷阿的豪强与民众也向纪尧姆投诚。之后，二人的部队沿半岛西海岸行军，并有一支舰队随行，他们轻松占领蓬提孔堡垒，加以修复并留兵驻守。坚固的阿尔卡迪亚堡垒（今基帕里夏）被他们绕过，经纳瓦里诺到达莫顿。他们重修了当地很早以前被威尼斯人为阻止海盗活动而拆毁的城墙，又在一天之内攻下了科罗尼要塞，迫使卡拉马塔城投降。

## 战斗

中世纪摩里亚（伯罗奔尼撒）地图

与此同时，来自拉科尼亚与阿尔卡狄亚的希腊人在一个名叫米海尔的人率领下，准备在麦西尼亚东北部的昆图拉斯橄榄树林打击拉丁人。学者们一般认为这个米海尔就是伊庇鲁斯专制国的开国之君米海尔·科穆宁·杜卡斯，但雷蒙德-约瑟夫·洛内兹对此表示怀疑：米海尔在伊庇鲁斯的统治都不甚稳固，这时去帮助摩里亚的希腊人显然是一次危险的赌博，这种行为不合情理。
有两种史料记载了这场战役：14世纪编写的《摩里亚编年史》的各种语言版本（希腊语、拉丁语、法语等）及戈弗雷·德维尔阿杜因的同名叔叔，同样参加了这次十字军的戈弗雷·德维尔哈杜因所编写的《君士坦丁堡的征服》。《摩里亚编年史》称十字军一方步骑加在一起有700人，被称作“罗马人”的希腊人一方则共有4000人，书中记载称其“来自尼克里（特基亚）、韦利戈斯蒂、拉刻代蒙尼亚”，还称其步兵大多来自居住于半岛南部塔伊耶托斯山脉的梅林戈伊斯拉夫人部落。老戈弗雷·德维尔哈杜因则称希腊人部队超过五千人，首领为米海尔，拉丁人则有略多于500名骑兵。两种史料对战役时间的记载也不同，《摩里亚编年史》将其置于占领卡拉马塔城之后，老戈弗雷则称这场战役发生在攻占莫顿（今迈索尼）之后。两种记载都称，拉丁人在数量占劣的的情况下仍然打败敌人，不过并没有记载战斗的细节，《摩里亚编年史》只是称“法兰克人打赢了这场战役，多数敌人都被杀死，只有少量逃脱” 。
昆图拉斯（Kountouras）橄榄树林的具体位置未知。在希腊文版的《摩里亚编年史》中，除记载其所有者的姓名为昆图拉斯（Kountouras）或其变体昆杜龙（Koundouron）外，还提到凯佩斯基亚努斯（希腊语：Κηπησκιάνους）这个地名及其变体卡普西基亚（希腊语：Καψικία）。也有学者试图考证这个地名，有人将其与现代阿卡迪亚州曼蒂尼亚以西的卡普西亚村勘同，但该村与记载中的大概战场位置相距太远，且这一地区也不种植橄榄树。

## 后续
昆图拉斯橄榄树林战役是十字军征服摩里亚的关键战，这也是当地人做出的最后一次抵抗。拉丁希腊史家威廉·米勒称这场战役为“摩里亚的黑斯廷斯”，写道：“摩里亚的命运就像撒克逊英格兰一样，被一场激烈的战斗决定了” 。
此战获胜后，十字军在富饶的麦西利亚平原稍作休整。纪尧姆·德尚普利特召开军事会议商讨作战方案，送走了一直与他们协同作战的舰队。1205年底或1206年初，经过一段时间的围攻，他们最终攻下了阿尔卡迪亚堡垒（今基帕里夏）及由著名勇士杜克萨帕特雷斯·武察拉斯守卫的阿拉克洛翁城堡。至此，他们已占领了半岛西部与北部，东北部则被蒙菲拉特的博尼法乔的封臣雅典公爵占领。尽管利奥·斯古罗斯仍守卫着自己的两个据点，南部的塔伊耶托斯山脉和察科尼亚两处山地也未被占领，但十字军征服摩里亚的第一阶段已经完成了。二人在占领的土地建立了亚该亚亲王国，1205年11月19日，教皇英诺森三世在信中称纪尧姆·德尚普利特是“全亚该亚省的亲王（拉丁语：princeps totius Achaiae provincie）”。

## 引用
1. ↑  Fine 1994，第62–63頁.
2. ↑  Miller 1908，第27–28頁.
3. ↑  Fine 1994，第64頁.
4. ↑  Miller 1908，第30–36頁.
5. 1 2 3  Fine 1994，第69頁.
6. ↑  Miller 1908，第36–37頁.
7. 1 2  Miller 1908，第37頁.
8. ↑  Miller 1908，第37–38頁.
9. ↑  Bon 1969，第60頁.
10. 1 2 3  Miller 1908，第38頁.
11. ↑  Bon 1969，第60–61頁.
12. ↑  Fine 1994，第69–70頁.
13. ↑  Longnon 1969，第237頁.
14. ↑  Fine 1994，第66–67, 70頁.
15. ↑  Loenertz 1973，第377–381, 388–391頁.
16. 1 2  Bon 1969，第61頁.
17. ↑  Lurier 1964，第119–120頁.
18. 1 2  Bon 1969，第61–62頁.
19. ↑  Lurier 1964，第120–121頁.
20. ↑  Lurier 1964，第120頁.
21. 1 2  Bon 1969，第241–242頁.
22. 1 2  Bon 1969，第63頁.
23. ↑  Bon 1969，第61，63頁.
24. ↑  Miller 1908，第38–39頁.